# Церковь Санто-Доминго-де-Гусман
Римско-католическая церковь Санто-Доминго-де-Гусман в мексиканском городе Оахака посвящена Святому Доминику, основателю ордена доминиканцев. Один из ярчайших памятников мексиканского барокко, входящий в список Всемирного наследия ЮНЕСКО в составе объекта «Исторический центр Оахаки». Расположен в 600 метрах к северо-востоку от собора. Особенно живописным считается вид вид на церковь Санто-Доминго на заходе солнца.
В 1551 году городской совет Антекеры (будущий город Оахака) предоставил отцам-доминиканцам участок земли у подножия холма Фортин для основания монастыря. В 1608 году монастырь, ещё недостроенный, был открыт, а в 1623 году семинария при нём получила статус университета, где преподавались курсы философии и богословия. Отделку храма закончили к 1666 году, в 1724 году церковь была дополнена изысканной часовней Розария, посвящённой Деве Марии.
Во время войны за независимость Мексики церковь Санто-Доминго была закрыта для католического богослужения и, переходя из рук в руки, использовалась войсками как склад и конюшня. В 1859 году с принятием закона о конфискации церковного имущества монастырский комплекс отошёл мексиканской армии и юридически. Лишь в 1902 году президент Порфирио Диас возвратил здания католической церкви. В 1938 году, с возвращением доминиканцев, начались масштабные реставрационные работы, а в 1959 году был открыт позолоченный резной алтарь. В 1979 году в церкви Санто-Доминго-де-Гусман в Оахаке отслужил мессу папа Иоанн Павел II.
Церковь Санто-Доминго-де-Гусман имеет форму однонефной базилики с рядами боковых капелл. Её стены из местного камня Cantera очень толстые, чтобы выдерживать характерные для юго-запада Мексики разрушительные землетрясения. Наиболее примечательной внешней деталью церкви выступает её высокий и узкий четырёхъярусный главный фасад, фланкированный массивными башнями, квадратными в плане. Во втором ярусе, над порталом, можно видеть крупный горельеф с изображением Святых Доминика и Ипполита, держащих раку, на которую нисходит Святой Дух. По сторонам фасада в увенчанных раковинами нишах представлены статуи десяти святых доминиканцев. Интересны резные открытые навершия башен, заканчивающиеся небольшими куполами, отделанными керамической плиткой и увенчанными лантернами.
В интерьере храма привлекает внимание потолочная роспись нефа, представляющая генеалогическое древо Святого Доминика де Гусмана. Росписью покрыты также фрагменты стен и купол над средокрестием. Хоры над входом в церковь, где установлен с орган, украшены скульптурной резьбой.
В бывших помещениях монастыря ныне располагается музейная коллекция исторических артефактов штата Оахака. Её жемчужина — сокровища миштекской культуры, которые Альфонсо Касо извлёк из гробницы № 7 Монте-Альбана. На бывшей территории монастыря с 1993 года находится также ботанический сад Оахаки, где представлено более 7 тысяч образцов растений, характерных для штата.